# 宋集镇 (临泉县)
宋集镇，是中华人民共和国安徽省阜阳市临泉县下辖的一个乡镇级行政单位。

## 行政区划
宋集镇下辖以下地区：
段庄村、刘腰庄村、李小寨村、杨范村、徐金村、赵寨村、焦桥村、邢庄村、罗寨村、王桥村、瑶池村、马营村、老寨村和宋集村。